# 阿维翁
阿维翁（法語發音：[avjɔ̃] ⓘ）是法国上法兰西大区加来海峡省的一个市镇，位于该省东北部，属于朗斯区。

## 地理
阿维翁（50°24'35"N, 2°49'58"E）面积13.04 平方千米，位于法国上法蘭西大區加来海峡省，该省份为法国北部沿海省份，西北濒北海，南至索姆省，东临北部省。
与阿维翁接壤的市镇（或旧市镇、城区）包括：朗斯、维米、列萬、梅里库尔、萨洛米讷、埃勒迪洛韦特、日旺希昂戈埃勒。

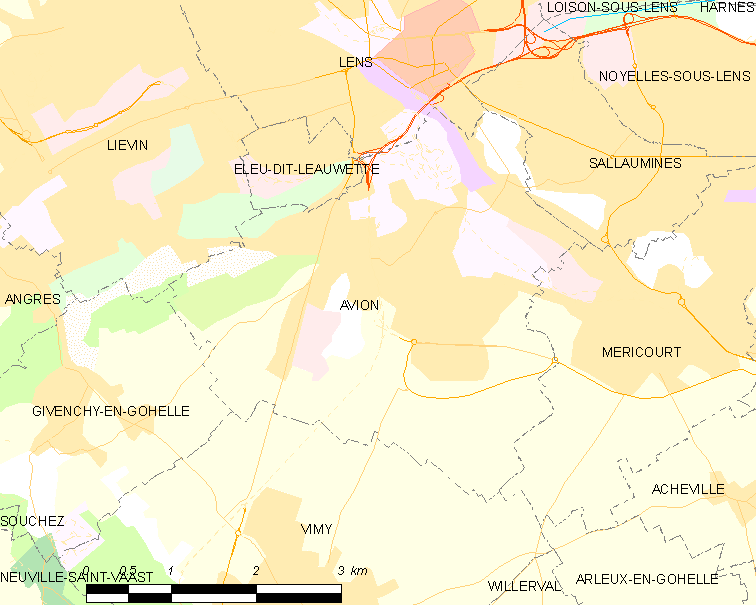
阿维翁的OSM定位图

阿维翁的时区为UTC+01:00、UTC+02:00（夏令时）。

## 行政
阿维翁的邮政编码为62210，INSEE市镇编码为62065。

## 政治
阿维翁所属的省级选区为阿维翁县。

## 人口

1962-2008年间阿维翁人口变化图示

阿维翁于2022年1月1日时的人口数量为17571人。